# Kodeniec
Kodeniec (prononciation [kɔˈdɛɲɛt͡s]) est un village de la gmina de Dębowa Kłoda du powiat de Parczew dans la voïvodie de Lublin, situé dans l'est de la Pologne.
Il se situe à environ 8 kilomètres à l'est de Dębowa Kłoda (siège de la gmina), 19 kilomètres à l'est de Parczew (siège du powiat) et 56 kilomètres au nord-est de Lublin (capitale de la voïvodie).

## Histoire
De 1975 à 1998, le village est attaché administrativement à l'ancienne Voïvodie de Biała Podlaska.

Depuis 1999, il fait partie de la nouvelle voïvodie de Lublin.